# Cayo Senio Severo
Cayo o Gayo Senio Severo (en latín Gaius Saenius Severus) fue un senador romano del siglo II, que desarrolló su carrera política bajo los imperios de Trajano y Adriano.

## Carrera política
Su único cargo conocido fue el de consul suffectus entre julio y diciembre de 126, bajo Adriano.